# Estación de Olla de Altea (TRAM Alicante)
Olla Altea es una parada del TRAM Metropolitano de Alicante donde presta servicio la línea 9. Está situada fuera del casco urbano de Altea, en la zona de La Olla.

## Localización y características
Se encuentra ubicada junto a la calle de la Estación, desde donde se accede. Dispone de dos andenes y dos vías. En la estación se detienen los nuevos trenes duales de la línea 9.

## Líneas y conexiones
| << Cabecera | < Estación | Línea | Estación > | Cabecera >> |
| ----------- | ---------- | ----- | ---------- | ----------- |
| Benidorm    | Cap Negret |       | Calpe      | Denia       |